# Aldona de Lituània
Aldona de Lituània (batejada Ona o Anna, el seu nom pagà Aldona és només conegut als escrits de Maciej Stryjkowski. (c. 1309 - 26 de maig 1339) va ser reina consort de Polònia (1333-1339), i princesa del Gran Ducat de Lituània. Ella era filla de Gediminas, Gran Duc de Lituània.

## Biografia
Aldona es va casar amb Casimir III de Polònia, quan ell tenia 15 o 16 anys. La núvia era probablement de la mateixa edat. El matrimoni va tenir lloc el 30 d'abril o el 16 d'octubre 1325 i va ser una maniobra purament política per enfortir la primera coalició Polono-Lituana contra els Cavallers Teutònics. Casimir estava cercant aliats durant la disputa de Pomerània amb els Cavallers. Gediminas només havia realitzat un intent frustrat de cristianització de Lituània. Aquesta coalició va ser el preludi de la Unió de Krewo el 1385 i la Unió de Lublin el 1569 que va resultar en el nou estat, República de les Dos Nacions. Els detalls de l'acord no es coneixen, tanmateix, se sap que Gediminas va alliberar tots els presoners polonesos, que en sumaven uns 25.000. La importància del matrimoni va ser atestat pel fet que Casimir va abandonar els seus antics plans de casar-se amb Bona de Luxemburg. L'aliança es va posar en pràctica quan les forces conjuntes van organitzar un atac contra el Marcgraviat de Brandenburg el 1326. Tanmateix, la coalició no era forta i es va esfondrar cap a 1330, però no hi ha evidència de baralles entre Polònia i Lituània, mentre Aldona estava viva. Aldona va morir sobtadament a la fi de maig de 1339 i va ser enterrada a Cracòvia.
Aldona va ser recordada per la seva pietat, i devoció a la música. On anava, ella tenia músics en la cort amb ella. El seu marit Casimir és conegut pels seus assumptes romàntics: després de la mort d'Aldona es va casar tres vegades més. Aldona va tenir dues filles: 
1. Cunegunda de Polònia (morta el 1357), que es va casar amb Lluís II de Brandenburg, fill de Lluís IV de Baviera, l'1 de gener de 1345.
2. Elisabet de Polònia (morta el 1361), que es va casar amb el duc Bogislau V de Pomerània,[2] i la filla dels quals, Elisabet de Pomerània, va ser la quarta esposa de Carles IV de Luxemburg.